# The One Forgotten
The One Forgotten è un cortometraggio muto del 1915 diretto da George Morgan.

## Produzione
Il film fu prodotto dalla Biograph Company.

## Distribuzione
Distribuito dalla General Film Company, il film - un cortometraggio in una bobina - uscì nelle sale cinematografiche statunitensi il 15 luglio 1915. Non si conoscono copie ancora esistenti della pellicola che viene considerata presumibilmente perduta.